# 酋长
酋长是一个部落的首领，屬於君主制的型態，通常為世襲制，但也有部分地區的酋長採其他方式產生。该称号今天仍然存在于阿拉伯世界、撒哈拉以南非洲部落、大洋洲與南島語部落和美洲原住民部落中。

## 上古时代的酋长
- 炎黃部落酋长：黄帝
- 九黎部落酋长：蚩尤

## 今天存在的酋长
- 埃米爾
- 謝赫 (稱號)
- 苏丹 (称谓)
- 嚴端
- 摩訶羅闍/羅闍
- 達圖（菲律賓Cabugatan）